# 福山市立走島中学校
福山市立走島中学校（ふくやましりつはしりじまちゅうがっこう）はかつて広島県福山市走島町にあった男女共学の公立中学校。福山市内の市立中学校で唯一離島に存在する中学校であった。

## 沿革
1947年（昭和22年）4月1日に、新学制施行により鞆町立走島中学校として開校し、1948年（昭和23年）4月1日には走島の東南の瀬戸内海に浮かぶ宇治島に分校（鞆町立走島中学校宇治島分校）が設置された。また、1952年（昭和27年）に幼稚園、小学校、中学校一体型の校舎が完成した。
1956年9月30日に沼隈郡鞆町が福山市に編入されたことに伴い、福山市立走島中学校へと改称し、併せて所在地表示も変更された（沼隈郡鞆町走島→福山市走島町）。
人口減少により、1962年3月31日に福山市立走島中学校宇治島分校が廃止され、翌年に敷地内に中学校専用の校舎が完成した。
生徒数減少の結果、2014年（平成26年）10月に市立走島幼稚園の閉園、市立走島小学校と市立走島中学校の閉校が決定された。
2015年（平成27年）3月10日に最後の卒業式が挙行され、3人の生徒が卒業し、3月22日に閉校式が行われた。この中学校からは合わせて1569人が卒業した。

## 学区
学区は福山市走島町、すなわち走島のみで構成されており、特別の事情がない限り福山市立走島小学校の児童全員が進学することになっていた（学区は同一）。

## 学区の地理

### 主要施設
- 福山市役所鞆支所走島分所
- 福山西警察署走島駐在所
- 走島簡易郵便局

### 名所・旧跡・観光地
- 唐船天女浜海水浴場
- 宇治島…戦後の一時期有人島だったが1963年頃無人島になった。現在は昔福山城跡天守北側で飼われていたシカやクジャクが移され、野生化している。普段はこの島に渡る手段はない。

※釣りや海水浴といった海に関するレジャーで来島する人はいるが定期船の少なさなどからその数はあまり多くない。但し、島内には民宿が何軒かある。

### 自然景観
- 瀬戸内海（燧灘ともいう）

### 教育機関（幼稚園、小学校以上）
- 福山市立走島幼稚園
- 福山市立走島小学校

## アクセス
JR山陽新幹線・山陽本線・福塩線福山駅からはトモテツバスに約30分乗り、鞆港バス停にて下車する。自動車の場合は、山陽自動車道・福山東インターチェンジから国道182号で30分南下し、鞆港バス停で駐車する。その後、走島汽船の定期船「神勢丸」に搭乗して走島に向かい、港から徒歩10分で到着する。

## 備考
2006年3月1日以降の福山市域では福山市立内海中学校（旧：内海町立内海中学校）も離島（田島）にある中学校であった（1973年4月1日～1989年10月3日。内海大橋開通〔1989年10月4日〕により解消）。